# Biserica „Sfântul Ioan” din Mălăiești
Biserica „Sf. Ioan” este o biserică amplasată în Mălăiești, raionul Orhei, Republica Moldova. Este un monument arhitectural de importanță națională inclus în Registrul monumentelor Republicii Moldova ocrotite de stat cu nr. 1179 (raionul Orhei). Datează din sec. XIX.